# Krycí jméno
Krycí jméno či krycí název (někdy též kryptonym) je slovo či jméno používané, někdy tajně, k označení jiného jména, slova, projektu či osoby, jejíž identita nemá být známá. Krycí jména jsou často používána při špionáži  či ve vojenství, mohou však být použita i v průmyslu k ochraně tajných projektů před obchodními konkurenty.
Ve vojenství jsou krycí názvy používány například při vojenských střetech a válkách. Během druhé světové války například operace Barbarossa označovala německou invazi do Sovětského svazu a projekt Manhattan zase skrýval tajný americký projekt vývoje jaderné bomby. Operace Anthropoid v protektorátu Čechy a Morava pak označovala atentát na Reinharda Heydricha.